# Макферсон, Джеймс
Джеймс Макфе́рсон (англ. James Macpherson, гэльск. Seumas Mac a'Phearsain; 27 октября 1736, Рутвен, Инвернесс — 17 февраля 1796, поместье Беллвил, там же) — шотландский поэт, мистификатор, прославившийся «переводом» с гэльского поэм Оссиана, на самом деле написанных самим Макферсоном.

## Биография
Происходил из горной области Баденох на севере страны. Окончил Кингз-колледж в Абердине. Писал стихи. Работал школьным учителем в родном городе Рутвен близ Инвернесса, Шотландия. Знал гэльский язык. Его близким родственником по клану был выдающийся гэльский поэт Лахлан Макферсон (гэльск. Lachlan Mac a’Phearsain; 1723 — ок. 1795)
После «разоблачения мистификации» с Оссианом Макферсон пытался переводить Гомера, но потерпел неудачу. Два года провёл в Америке, где был секретарём губернатора Флориды, затем вернулся в Лондон, стал членом парламента. Умер в своём поместье Беллвил. Длинной поминальной элегией в традиционном гэльском жанре «cumha» откликнулся на смерть Макферсона гэльский поэт Дункан Маккай. Из Шотландии, где скончался Макферсон, его тело было доставлено в Лондон; он похоронен в Вестминстерском аббатстве, в нескольких шагах от своего злейшего врага — доктора Джонсона.

## Творчество
В 1758 году Джеймс Макферсон опубликовал поэму «Горец» (The Highlander), а в 1760 году — книгу «Отрывки древней поэзии, собранные в горах Шотландии» (Fragments of Ancient Poetry Collected in the Highlands of Scotland), изданную анонимно. Затем, в 1760 году, Макферсон был направлен эдинбургской коллегией адвокатов в горы на севере Шотландии на поиски материалов об эпическом герое Фингале (Финне Маккулле), о деяниях которого рассказывал его сын Оссиан. Для такой экспедиции имелись основания: неграмотные гэльские сказители ещё недавно способны были многократно и слово в слово повторить старинные легенды, в записанном виде превышавшие 80 тысяч строк. Но, судя по всему, на слишком большое углубление в материал у Макферсона не было ни средств, ни времени. Вскоре книга вышла почти сразу двумя изданиями; а меньше чем через год её перепечатали в Лондоне. Издание имело успех, и на собранные по подписному листу деньги Макферсон предпринял ещё одну поездку в горную Шотландию за новыми материалами. Так появились поэмы «Фингал» (Fingal, 1762) на основе легенд о Финне Маккулле и «Темора» (Temora, 1763), якобы созданные легендарным ирландским героем Оссианом в III веке. Затем Макферсон объединил их с «Отрывками» в «Сочинения Оссиана, сына Фингала, переведённые с гэльского языка Джеймсом Макферсоном». Поэмы Оссиана завоевали огромную популярность в Европе и Америке, однако тайна была раскрыта и Макферсон был обвинён в литературной мистификации.
Сочинения Макферсона обеспечили ему значительное состояние. Его «оссиановские» поэмы представляли собой, в сущности, лишь вольную обработку подлинных кельтских преданий. Тем не менее славу литературного фальсификатора принесли Макферсону неприятные лондонской элите «наглость и псевдоучёность», при посредстве которых он пытался отстоять научную доброкачественность своих публикаций (не следует забывать, что геноцид горцев, последовавший за Каллоденом (1746), был памятен и сторонникам правящей династии, и горцам, а клан Макферсонов числился одним из наиболее мятежных). Подлинность так называемых «поэм Оссиана» поставил под сомнение Самуэл Джонсон. После смерти Макферсона его литературная мистификация стала «общепризнанным фактом», однако современная наука склоняется к тому, что он не столько фальсифицировал поэмы, сколько скомпилировал и отредактировал подлинные сказания в духе сентиментализма. До 30 фрагментов, включённых в «Поэмы», обнаружены в так называемой «Книге декана острова Лисмор» (en:The Book of the Dean of Lismore, гэльск. Leabhar Deathan Lios Mòir, манускрипте, который в 1512—1526 годы составили из записанных ими старинных шотландских легенд братья Джеймс Макгрегор (James MacGregor, гэльск. Seumas MacGriogair ) и Дункан Макгрегор (Duncan MacGregor, гэльск. Donnchadh MacGriogair).

### Влияние на европейскую литературу
Несмотря на поставленные под сомнение достоинства поэм Макферсона и невзирая на его стилизаторство в духе предромантизма, «поэмы Оссиана» оказали огромное влияние на европейскую и, в частности, русскую литературу. Державин, Карамзин, Батюшков, Дмитриев, Гнедич, Жуковский, Баратынский и многие другие поэты переводили их и подражали им. Рифмованное переложение одной из коротких поэм «Оссиана» — «Кольна» выполнено Пушкиным в юности (у Макферсона «Кольна-Дона»); ею завершается второй том «Поэм Оссиана».

## Русские переводы
- Русские переводы из Оссиана появляются с 1788 (перев. А. И. Дмитриева). Полный перевод с очень популярного в XVIII в. французского перевода Летурнера сделан Е. И. Костровым: Оссиан, сын Фингалов, бард третьего века: гальские (иначе Эрские, или Ирландские) стихотворения, чч. 1—2, М., 1792; То же, изд. 2-е, чч. 1—2, СПб, 1818. Позднее отрывки из О. переводили многие, начиная с Карамзина, Державина и Озерова, кончая Пушкиным и Жуковским.
- Поэмы Оссиана. Исследование, перевод и примеч. Е. В. Балобановой, изд. журн. «Пантеон литературы», СПб, 1890; То же, перев. с примеч. Е. Балобановой, СПБ, 1893 («Русская классная биб-ка», изд. под ред. А. Н. Чудинова).
- Поэмы Оссиана. Перевод и прим. Ю. Д. Левина. Серия «Литературные памятники». Издательство «Наука». Ленинград, 1983. В дополнении — образцы большинства русских переложений поэм Оссиана.

## Сочинения
- Argument
- Battle of Lora, The
- Berrathah (Berrathon)
- Calthon And Colmal
- Carric-Thura
- Cathlin of Clutha
- Cathloda — Duan II
- Cathloda — Duan III
- Colna-Dona
- Comala, драматическая поэма
- Conlath and Cuthona
- Croma
- Dar-Thula
- Death of Cuthullin, The
- Death of Oscar and Dermid (Приложение к Temora)
- «Фингал» (Fingal) — Книги I—VI
- Five Bards Passing the Night in house chief (Приложение к Croma)
- Fragments of Atcient Poetry
- Gaul’s Address to the Spirit of his Father (Приложение к Temora)
- Lathmon
- Minvane’s Lamentation (Приложение к Berrathon)
- Oina-Morul
- Oithona
- Ossian’s Address to Sul-Malla
- Songs of Selma
- Sul-Malla of Lumon
- «Темора» (Temora)
- War of Caros, The
- War of Inis-Thona, The